# Stazione di Piana Bella di Montelibretti
La stazione di Piana Bella di Montelibretti è una fermata ferroviaria posta sulla linea Firenze-Roma, a servizio di diversi centri abitati, distanti una quindicina di km, (Palombara Sabina, Moricone, Monteflavio), oltre a Montelibretti, raggiungibile in pochi minuti e sul cui territorio la stazione insiste. I paesi di Moricone e Palombara Sabina sono raggiungibili, dalla stazione, attraverso un servizio di navette private. I biglietti sono acquistabili a bordo.
Durante il periodo estivo, alcune delle navette dirette a Palombara Sabina transitano davanti allo stabilimento termale delle terme di Cretone.
Nella stazione fermano solo i treni regionali della linea FL1.

## Storia
La fermata fu aperta il 31 maggio 1981 contemporaneamente al prolungamento del servizio ferroviario urbano da Monterotondo a Montelibretti/Fara Sabina.

## Dintorni
Nei dintorni si trova l'area della ricerca di Montelibretti e il Museo della strumentazione e informazione cristallografica gestito dal CNR.